# Ludovic Loustau
Pour les articles homonymes, voir Loustau.
Pas d'image ? Cliquez ici

a Compétitions nationales et continentales officielles uniquement.

b Matchs officiels uniquement.
Dernière mise à jour le 16 janvier 2018.
Ludovic Loustau, né le 15 août 1973 à Talence, est un joueur international français de rugby à XV.

## Biographie

### En tant que joueur
Ludovic Loustau remporte la Coupe Frantz-Reichel avec l'US Dax qui aborde le Championnat suivant en comptant dans son rang de nombreux éléments de son équipe junior. Il découvre ainsi la première division avec son club qui participe à deux demi-finales de championnat de France en 1994 et en 1996.
Il rejoint ensuite le Stade français CASG où il est la doublure de Christophe Laussucq.
Toutefois, il participe à la finale de la Coupe de France 1998 contre le Stade toulousain.
En juin 1999, il participe à la tournée des Barbarians français en Argentine. Il est titulaire contre les Barbarians sud-américains à La Plata. Les Baa-Baas français s'imposent 45 à 28.
Le 24 mai 2003, il est titulaire avec l'USA Perpignan, associé à Manny Edmonds à la charnière, en finale de la Coupe d'Europe au Lansdowne Road de Dublin face au Stade toulousain. Les Catalans ne parviennent pas à s'imposer, s'inclinant 22 à 17 face aux Toulousains qui remportent le titre de champions d'Europe.
Il a connu sa première et unique sélection le 10 juillet 2004 contre l'équipe du Canada.
Il a disputé 30 matchs en compétitions européennes, dont 25 matchs en coupe d'Europe de rugby avec le Stade français et Perpignan, et 5 matchs en challenge européen avec Bordeaux Bègles et Toulon.

### Reconversion
Après sa carrière de joueur, il se reconvertit mais reste dans le milieu du rugby, en tant que préparateur physique. Il exerce à l'Union Bordeaux Bègles de 2009 à 2018. De 2018 à 2022, il dirige l'équipe de préparation physique de l'Aviron bayonnais. Après une saison au SU Agen en 2022-2023, il revient à l'Union Bordeaux Bègles où il retrouve Yannick Bru, manager de Bayonne durant ses cinq années sur la côte basque.

## Carrière

### En club
- jusqu'en 1992 : US Coarraze Nay
- 1992-1997 : US Dax
- 1997-1999 : Stade français CASG
- 1999-2001 : CA Bègles Bordeaux
- 2001-2005 : USA Perpignan
- 2005-2006 : RC Toulon
- 2006-2008 : Lyon OU

## Palmarès

### En club
Avec l'US Dax
- Coupe Frantz-Reichel : 
  - Vainqueur (1) : 1993 face au FC Grenoble

Avec le Stade français Paris
- Championnat de France de première division :
  - Vainqueur (1) : 1998 face à l'USA Perpignan
- Coupe de France :
  - Vainqueur (1) : 1999
  - Finaliste (1) : 1998

Avec l'USA Perpignan
- Championnat de France de première division :
  - Finaliste (1) : 2004 face au Stade français
- Coupe d'Europe de rugby à XV : 
  - Finaliste (1) : 2003 face au Stade toulousain

### En équipe de France
- 1 sélection (en 2004)

### Autres sélections
- International France A : 1 sélection en 2002 (Australie A)
- International Barbarians français
- International junior : champion du monde en 1991[réf. nécessaire]
- International universitaire : champion du monde en 1996[réf. nécessaire]
- International militaire[réf. nécessaire]